# Oltrepò Pavese
Oltrepò Pavese [oltreˈpɔ paˈveːze] ist eine Landschaft in Italien, die das südlich des Po und nordöstlich von Voghera gelegene Gebiet der Provinz Pavia umfasst. Zugleich ist es das größte Weinbaugebiet der Lombardei. Es werden Weiß-, Rosé- und Rotweine mit DOC-Status erzeugt. Aus den Weiß- und Roséweinen werden auch Schaumweine (Spumante) aus klassischer Flaschengärung (Metodo classico) erzeugt, die den DOCG-Status besitzen.

## Anbaugebiet
Das Hügelland südlich von Pavia umfasst 42 Gemeinden, die am Fuße der ligurischen Apenninen liegen. Größte Ortschaft ist Voghera. Zugelassene Rebflächen verteilen sich auf die Gemeinden Borgo Priolo, Borgoratto Mormorolo, Bosnasco, Calvignano, Canevino, Canneto Pavese, Castana, Cecima, Godiasco, Golferenzo, Lirio, Montalto Pavese, Montecalvo Versiggia, Montescano, Montù Beccaria, Mornico Losana, Oliva Gessi, Pietra de’ Giorgi, Rocca de’ Giorgi, Rocca Susella, Rovescala, Ruino, San Damiano al Colle, Santa Maria della Versa, Torrazza Coste, Volpara und Zenevredo. Daneben sind ebenfalls Teilbereiche der Gemeinden Broni, Casteggio, Cigognola, Codevilla, Corvino San Quirico, Fortunago, Montebello della Battaglia, Montesegale, Ponte Nizza, Redavalle, Retorbido, Rivanazzano Terme, Santa Giuletta, Stradella und Torricella Verzate zugelassen.
Das Weinbaugebiet war bisher für große Mengen von geringer Qualität bekannt. Begünstigt wird dies durch die bedeutende Rolle großer Winzergenossenschaften und der geringen Größe der Einzelbesitzungen. Ein Winzer besitzt im Durchschnitt 1,8 ha Rebland. Andererseits befinden sich zwei Drittel der in Italien angebauten Spätburgunder Rebfläche, also 3.000 Hektar, im Oltrepò. Das Oltrepò ist damit mit Abstand das größte Anbaugebiet für diese Rebsorte in Italien.

## Geschichte
In der Römerzeit wurde das heutige Gebiet von Oltrepò Pavese nicht vom Ticinum (Pavia) kontrolliert, sondern war den römischen Städten Piacenza und Tortona unterworfen. Seit der Langobardenzeit begann Pavia, die damalige Hauptstadt des Königreichs, sein Einflussgebiet auf den Süden des Po auszudehnen. In diesen Jahrhunderten wurde es zwischen der Abtei Bobbio, Pavia, einige wichtige Klöster von Pavia, wie San Pietro in Ciel d’Oro, Santa Maria Teodote und San Felice und die Markgrafen Malaspina geteilt.
Ab dem 11. Jahrhundert verbreiteten einige Klöster in Pavia, wie San Pietro in Ciel d'Oro, das mindestens seit 974 Weinberge und Weinpressen in San Damiano al Colle besaß, den Weinbau in der Gegend. Dank des Po und des Tessins wurde der Wein nach Pavia gebracht, wo der nicht von den Mönchen konsumierte Teil dann gehandelt wurde.
Die heutigen Grenzen von Oltrepò Pavese stammen aus dem Jahr 1164, als Kaiser Friedrich I. der Stadt Pavia, seinem Verbündeten gegen den Lombardenbund, das gesamte Gebiet schenkte.
1359 fiel Oltrepò wie Pavia unter die Kontrolle der Visconti. Später folgte das Gebiet dem gleichen Schicksal des Herzogtums Mailand, bis es 1743 an das Königreich Sardinien angeschlossen wurde. Seit 1859 ist Oltrepò Pavese Teil der Provinz Pavia und der Lombardei.

## Erzeugung
Im Jahr 2017 wurden 118.906 Hektoliter DOC- und DOCG-Weine erzeugt (einschließlich Schaumwein). Beträchtliche Mengen des nicht zertifizierten Traubenguts werden an große Spumante-Kellereien (Cinzano, Gancia, Martini & Rossi) im Piemont geliefert. Außerdem werden noch größere Mengen Fasswein in das nahe gelegene Mailand geliefert, um den Bedarf an preiswertem Wein zu decken.

### DOC-Weine

#### Oltrepò Pavese
Folgende Weintypen werden unter der Denomination „Oltrepò Pavese“ erzeugt:
- Weißwein (ohne Nennung einer Rebsorte) als Cuvée. Rebsorten: Riesling 60–100 %, Pinot nero und/oder andere weiße Rebsorten maximal 40 %.
- Rotwein (ohne Nennung einer Rebsorte) als Cuvée
- Roséweine auch als Frizzante. Rebsorten: 25–65 % Barbera, Croatina 25–65 %, Uva rara, Ughetta (Vespolina) und/oder Pinot nero bis maximal 45 %, andere rote Rebsorten max. 15 %
- Barbera, auch als Barbera frizzante oder Barbera riserva
- Riesling, auch als Frizzante, Spumante, Superiore und Riserva
- Cortese, auch als Frizzante und Spumante
- Moscato, auch als Frizzante, Spumante, Passito und Liquoroso (Likörwein)
- Malvasia, auch als Frizzante und Spumante
- Pinot nero (weiß ausgebaut), auch als Frizzante und Spumante
- Pinot nero (als Rosé ausgebaut), auch als Frizzante und Spumante
- Chardonnay, auch als Frizzante und Spumante
- Sauvignon, auch als Frizzante und Spumante
- Cabernet Sauvignon. Rebsorten: 85–100 % Cabernet Sauvignon, maximal 15 % andere rote Rebsorten

#### Bonarda dell’Oltrepò Pavese
Die zu verwendenden Rebsorten sind: 85–100 % Croatina, 0–15 % Barbera, Ughetta (Vespolina), Uva rara (einzeln oder gemeinsam). Die Weine können als Still- oder Perlweine ausgebaut werden.

#### Buttafuoco dell’Oltrepò Pavese (oder Buttafuoco)
Die zu verwendenden Rebsorten sind: 25–65 % Barbera, 25–65 % Croatina, 0–45 % Ughetta (Vespolina), Uva rara (einzeln oder gemeinsam). Die Weine können als Still- oder Perlweine ausgebaut werden.

#### Oltrepò Pavese Pinot Grigio
Die Weine können als Still- oder Perlweine ausgebaut werden. Pinot grigio frizzante: Die zu verwendenden Rebsorten sind: 0–85 % Pinot grigio, 0–15 % Pinot nero und weiße Rebsorten (einzeln oder gemeinsam).

#### Pinot Nero dell’Oltrepò Pavese
Die zu verwendenden Rebsorten sind: 0–95 % Pinot nero, 0–15 % andere rote Rebsorten (einzeln oder gemeinsam)

#### Sangue di Giuda dell’Oltrepò Pavese
Die zu verwendenden Rebsorten sind: 25–65 % Barbera, 25–65 % Croatina, 0–45 % Ughetta (Vespolina), Uva rara (einzeln oder gemeinsam). Die Weine können als Still-, Perl- oder Schaumweine ausgebaut werden.

### DOCG-Weine
Den „Oltrepò Pavese Metodo classico“ (Schaumwein) gibt es in vier Ausführungen:
- „Oltrepò Pavese Metodo classico“ (weiß). Rebsorten: Pinot nero 70–100 %, Chardonnay, Pinot grigio und Pinot bianco (einzeln oder gemeinsam) maximal 30 %.
- „Oltrepò Pavese Metodo classico rosé“. Rebsorten: Pinot nero 70–100 %, Chardonnay, Pinot grigio und Pinot bianco (einzeln oder gemeinsam) maximal 30 %.
- „Oltrepò Pavese Metodo classico Pinot nero“. Rebsorten: Pinot nero 85–100 %, Chardonnay, Pinot grigio und Pinot bianco (einzeln oder gemeinsam) maximal 30 %.
- „Oltrepò Pavese Metodo classico Pinot nero rosé“. Rebsorten: Pinot nero 85–100 %, Chardonnay, Pinot grigio und Pinot bianco (einzeln oder gemeinsam) maximal 30 %.